# La valija de Benavídez
La valija de Benavídez es una película de fantasía que se estrenó en Argentina el 26 de enero de 2017. Es una coproducción de Argentina y México y fue coescrita y dirigida por Laura Casabé sobre la base de un cuento de Samanta Schweblin.

## Reparto
- Valentín Javier Diment
- Jorge Marrale
- Guillermo Pfening
- Norma Aleandro
- Paula Brasca
- Rodrigo Lico Lorente
- Alejandro Parrilla
- Diego Echegoyen
- Oliver Kolker

Un profesor de plástica, casado con una joven promesa de la pintura, que luego de una discusión se va a refugiar a la casa de su psiquiatra, también coleccionista de arte, donde descubre que el lugar es un alojamiento de artistas que participan de un tratamiento diseñado para ampliar su espectro creativo del que no puede salir.

## Recepción

### Crítica
Gaspar Zimerman en Clarín opinó:

"...a diferencia de lo que ocurría en el texto, donde de entrada se sabe qué hay en la valija, aquí los guionistas...lo mantienen como una incógnita hasta el final, en busca del efecto sorpresa. Hay una burla al mundillo de las artes visuales, con marchands inescrupulosos –el personaje de Norma Aleandro- que explotan a los artistas, un curioso criterio para determinar qué obra es valiosa, y un público frívolo, más atento a las apariencias que al arte. Pero entre el thriller con ribetes fantásticos y la comedia negra, la película nunca termina de encontrar el tono como para que esa pesadilla en la que se ve envuelto Benavídez funcione con eficacia."

### Comercial
Ubicándose entre las 20 más vistas del cine argentino, la cinta fue vista por 13.771 espectadores. Dado su estreno comercial moderado (más de 50 salas), se esperaban resultados mejores.